# Suite Habana
Suite Habana es una película documental cubana estrenada en 2003 y dirigida por Fernando Pérez. Ocupa el puesto número uno en la categoría "Documental" de la lista del ICAIC sobre las mejores películas cubanas hechas después de la fundación de esta institución.

## Sinopsis
Dentro de la multiplicidad de rostros y lugares, se entrecruzan las historias de personajes anónimos en el decursar del día y la noche. Varios seres sumamente peculiares alternan sobre el tejido vivo de la ciudad, y cada uno de ellos representa la curiosa diversidad de grupos sociales que se mueven en La Habana de hoy. No hay actores profesionales en el filme. Los personajes reales interpretan en pantalla sus auténticas vidas. Un joven bailarín, una anciana vendedora de maní, un niño con síndrome de Down y su entorno, un médico que despide al hermano y sueña ser actor... Al final, cada uno de los protagonistas son presentados con sus nombres, edades y su disposición para soñar; tal vez la obsesión que recorre toda la película.

## Palmarés cinematográfico
- Premios Coral a la mejor dirección (Fernando Pérez) y a la mejor música (Edesio Alejandro y Ernesto Cisneros) en el Festival Internacional del Nuevo Cine Latinoamericano.
- Premio Especial del Jurado, Festival de cine latinoamericano de Trieste, Italia, 2003.